# 岗美镇
岗美镇，是中华人民共和国广东省阳江市阳春市下辖的一个乡镇级行政单位。

## 行政区划
岗美镇下辖以下地区：
岗美镇社区、麦垌村、轮源村、轮水村、轮塘村、轮岗村、那排村、隆岗村、岗北村、岗南村、埠窖村、荔朗村、黄村、新圩村、河帮村、那漠村、黄塘村、潭勒村、那旦村和新埠村。